# Protection
Protection je druhé studiové album anglické triphopové kapely Massive Attack, které vyšlo v roce 1994.

## Seznam písní
1. Protection – 7:51
2. Karmacoma – 5:16
3. Three – 3:49
4. Weather Storm – 4:59
5. Spying Glass – 5:20
6. Better Things – 4:13
7. Eurochild – 5:11
8. Sly – 5:24
9. Heat Miser – 3:39
10. Light My Fire (live) (The Doors) – 3:15